# Обыкновенная подвязочная змея
Обыкнове́нная подвя́зочная змея́ (лат. Thamnophis sirtalis) — вид змей подсемейства ужовых семейства ужеобразных. Широко распространён в Северной Америке, считаясь самым северным видом змей на континенте. Имеет крайне разнообразный рисунок, включающий продольные полосы и пятна. В длину (без хвоста) достигает до 131 см, при этом самки крупнее самцов. Питается земноводными (в том числе ядовитым желтобрюхим тритоном), рыбой, беспозвоночными, мелкими млекопитающими и птицами. Живородящий вид. Геном этого вида был расшифрован в 2018 году.

## Внешний вид
Относительно крупная подвязочная змея с длиной тела без хвоста от 39,5 до 131 см. Хвост занимает около 24 % общей длины у самцов и 21—22 % у самок. Самцы обычно меньше самок, в среднем достигая 83 % их длины тела и 55 % их массы, а также имеют больше брюшных (в среднем на 5) и подхвостовых (в среднем на 8) щитков. Спинные чешуи сильно килеватые, вокруг середины тела образуют 19 рядов. На последней трети длины тела количество рядов спинных чешуй уменьшается до 17. На голове имеется 7 верхнегубных щитков, третий и четвёртый из которых касаются глаза, 10 нижнегубных, один предглазничный и, как правило, три заглазничных. Задние нижнечелюстные щитки заметно длиннее передних. Брюшных щитков 137—177, подхвостовых 54—97.
Окраска и рисунок крайне разнообразные. Вдоль хребта по среднему ряду спинных чешуй и половинам чешуй соседних рядов обычно проходит жёлтая полоса. В некоторых популяциях она может быть у́же, отсутствовать или иметь другой цвет (светло-коричневый, серый, оранжевый, зелёный или синий). По второму и третьему рядам проходят боковые полосы белого, желтоватого, серого, светло-коричневого или синего цвета. В некоторых популяциях она отсутствует. Промежуток между спинной и боковыми полосами чёрный, коричневый или серый с двумя рядами чередующихся тёмных круглых или квадратных пятен, а также бледными жёлтыми, зелёными, синими, охристыми или красными крапинами, иногда полулунной формы. Крапины большей частью расположены на коже между чешуйками, и могут окружать пятна. Брюхо как правило бледное, синевато-серое, часто с чёрными (иногда красными) пятнами или крапинами.

## Ареал и места обитания
Широко распространённый североамериканский вид, обитающий в Канаде, США и Мексике. Встречается от юго-восточной Аляски, Британской Колумбии, юга Северо-Западных территорий, северного Саскачевана, центральной Манитобы, Онтарио, центрального Квебека и Приморских провинций на севере до южной Калифорнии, центральной Юты, северо-восточного Колорадо, Нью-Мексико и Чиуауа. Разорванные популяции имеются также в Техасе, на побережье Мексиканского залива США и юге Флориды. Считается самым северным видом змей в Северной Америке.
На протяжении своего широкого ареала занимает различные биотопы, включая леса, саванны, кустарниковые степи, травянистые сообщества, водно-болотные угодья, а также искусственные наземные и водные местообитания. При этом змеи из западных популяций предпочитают более влажные местообитания.

## Питание
Питается земноводными, рыбой, беспозвоночными, земляными червями, мелкими млекопитающими и птицами. Способен питаться желтобрюхими тритонами, выделяющими тетродотоксин. Сопротивляемость этому токсину в различных популяциях обыкновенной подвязочной змеи коррелирует с токсичностью симпатричных популяций желтобрюхого тритона, что считается примером коэволюции.
Считается неядовитой змеёй, однако имеет железы Дювернуа. Задние зубы на верхней челюсти без бороздок и не отличаются по форме и размеру. Укусы обычно не вызывают какой-либо специфической реакции у человека, но известен случай развития гиперчувствительности с возникновением жгущей сыпи.

## Размножение
Спаривание происходит после выхода из зимовки. Самцы находят самку по запаху и выслеживанием. Одновременно с одной самкой может спариваться до сотни самцов. При этом самцы могут спариваться несколько раз за сезон. После спаривания застывшая сперма формирует «пробку» в половых путях самки, предотвращая повторное спаривание. Живородящий вид. Самки рождают 7—36 детёнышей. Однако известны случаи рождения 80 и более детёнышей одной самкой.

## Паразиты
В крови могут паразитировать Hepatozoon sirtalis, Hepatozoon sauritus и Trypanosoma thamnophis.

## Подвиды
Выделяют 12 подвидов:
| Фото | Латинское название                                     | Распространение | Описание |
| ---- | ------------------------------------------------------ | --- | --- |
|      | Thamnophis sirtalis annectens Brown, 1950              | Восточный и центральный Техас, фрагментированные популяции в юго-западном Канзасе, возможно обитает в прилегающих районах Оклахомы. | Обычно с широкой оранжевой полосой вдоль спины. По бокам передней трети тела проходят полосы на третьем и прилегающих частях второго и четвёртого рядов чешуй. |
|      | Thamnophis sirtalis concinnus (Hallowell, 1852)        | Обитает в США в штатах Орегон и Вашингтон.                                                                                          | Основной фон спины и боков чёрный, переходит на брюхо. Вдоль хребта проходит широкая бледная полоса. По бокам ряд крупных красных или красно-оранжевых пятен или поперечных полос, а также продольная полоса, которая иногда может отсутствовать. Голова сверху и по бокам красноватая или оранжевая. Некоторые особи в Нью-Мексико и на западе Вашингтона с белыми или синеватыми полосой на спине, пятнами по бокам и головой.                                  |
|      | Thamnophis sirtalis dorsalis (Baird & Girard, 1853)    | | Обычно зелёные с хорошо заметными полосами. Красный цвет между чешуйками не выражен. Брюхо синеватое или коричневатое, без пятен или с тёмными пятнами по краям. Молодые особи иногда ржаво-оранжевые. |
|      | Thamnophis sirtalis fitchi Fox, 1951                   | | Основной фон синевато-серый, чёрный или коричневый. Полоса вдоль хребта широкая, с хорошо очерченными границами. Верх головы чёрный, коричневый или тёмно-серый. По бокам проходит ряд красных пятен. Брюшные щитки по краям чёрные. |
|      | Thamnophis sirtalis infernalis (Blainville, 1835)      | | Напоминает T. s. parietalis, но фон более тёмный, а тёмные пятна менее заметны. Полосы на теле зеленовато-жёлтые, уже чем у T. s. parietalis, по бокам могут сливаться с фоном на брюхе. |
|      | Thamnophis sirtalis pallidulus Allen, 1899             | | Основной фон тела коричневый, желтовато-оливковый или оливково-серый с чередующимися рядами чёрных или тёмно-коричневых пятен, образующих клетчатый рисунок. Полоса вдоль хребта, если имеется, то слабо развита и проходит лишь по передней части тела, серого, желтовато-коричневого или жёлтого цвета. Полосы по бокам более отчётливые, беловатые, серые или светло-коричневые, но внизу часто сливаются с фоном. Брюхо спереди беловатое, сзади тёмно-серое. |
|      | Thamnophis sirtalis parietalis (Say, 1823)             | | Основной фон оливкового, коричневого или чёрного цвета. Полосы вдоль хребта и по бокам жёлтые, оранжево-жёлтые, синеватые или зеленоватые. По бокам проходят ряды красных или оранжевых поперечных полос, размер которых изменчив. Иногда большая часть брюха тёмная. |
|      | Thamnophis sirtalis pickeringii (Baird & Girard, 1853) | | Тело и верх головы тёмные. Полоса на спине ограничена область вдоль хребта. |
|      | Thamnophis sirtalis semifasciatus Cope, 1892           | | Полосы по бокам в передней части тела регулярно прерываются чёрными промежутками, образующимися при слиянии пятен выше и ниже полос. На затылок может заходить одна или несколько узких чёрных линий. |
|      | Thamnophis sirtalis similis Rossman, 1965              | | Основной фон чёрный или тёмно-коричневый. По бокам проходят синие или голубоватые полосы. Полоса вдоль хребта обычно не выражена. |
|      | Thamnophis sirtalis sirtalis (Linnaeus, 1758)          | | Обычно кожа между чешуй не красная. |
|      | Thamnophis sirtalis tetrataenia (Cope in Yarrow, 1875) | | По хребту проходит широкая зеленовато-жёлтая полоса, окаймлённая чёрным. На каждой стороне она граничит с широкой красной полосой, которая в свою очередь снизу граничит с чёрной полосой. Верх головы красный. Брюхо зеленовато-синее. |